# Sophronica basigranulata
Sophronica basigranulata är en skalbaggsart som beskrevs av Stefan von Breuning 1940. Sophronica basigranulata ingår i släktet Sophronica och familjen långhorningar. Inga underarter finns listade i Catalogue of Life.